# Jacob Pins

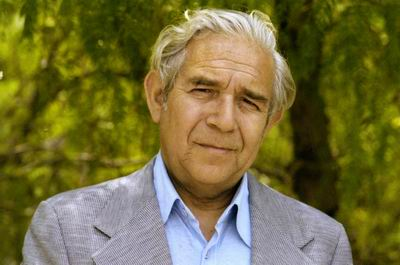
Jacob Pins 1979

Jacob Pins (hebräisch יעקב פינס, Geburtsname: Otto Pins; geb. 17. Januar 1917 in Höxter; gest. 4. Dezember 2005 in Jerusalem, Israel) war ein deutsch-israelischer Maler. Er wurde vor allem als Holzschneider und Grafiker sowie als Sammler und Kenner ostasiatischer Kunst weltweit bekannt.

## Leben
Jacob Pins wurde als Sohn eines Tierarztes geboren. Seine Mutter führte das elterliche Bekleidungsgeschäft weiter. Unmittelbar nach der nationalsozialistischen Machtergreifung ging er 1933 mit der Mittleren Reife vom Gymnasium ab, um sich in einem Kurs der Hachschara in Stettin auf die Auswanderung nach Palästina vorzubereiten.
Nach einem letzten Besuch bei den Eltern in Höxter floh er 1936 aus dem nationalsozialistischen Deutschland und arbeitete in Palästina zunächst in einem Kibbuz. 1939 an Polio erkrankt, studierte er nach der Schließung des Kibbuz ab 1941 mit einem minimalen Stipendium bei dem ebenfalls aus Deutschland emigrierten (jüdischen) Expressionisten Jacob Steinhardt.
Eine erste Ausstellung seiner Holzschnitte brachte ihm 1945 den ersten Erfolg. Viele weitere Ausstellungen der Gemälde und Holzschnitte in allen Teilen der Welt folgten. Ab 1956 unterrichtete Pins an der Bezalel-Akademie für Kunst und Design in Jerusalem, die ihm 1978 die Professur verlieh. Er galt als fordernder Lehrer, der großen Wert auf Disziplin und die Beherrschung der handwerklichen Fertigkeiten legte.
In den 1950er Jahren war Jacob Pins einer der Mitbegründer des Jerusalem’s Artists’ House. Dort trafen sich die Künstler der Stadt und stellten ihre Werke aus; es ist das auch heute noch ein Zentrum des künstlerischen Lebens der Stadt.
Neben seiner eigenen künstlerischen und der Lehrtätigkeit trat er als maßgeblicher Kenner und Sammler ostasiatischer Kunst hervor, die ihn in seinem Werk entscheidend beeinflusste, seit er 1945 seinen ersten japanischen Farbholzschnitt erworben hatte. Sein 1982 erschienenes Handbuch The Japanese Pillarprint gilt als grundlegendes Werk über die japanischen Pfostenbilder.
Nach dem Zweiten Weltkrieg nahm er den Kontakt zu seiner Geburtsstadt wieder auf, woraus trotz der schlimmen Erinnerungen und der Ermordung der Eltern im Holocaust dauerhafte Freundschaften entstanden. 2002 stiftete er seinen äußerst umfangreichen Nachlass (Holzschnitte, Druckstöcke, Gemälde, Aquarelle, Skizzen, Entwürfe, Dokumente) den Bürgern der Stadt Höxter. Dort zeigt die „Jacob-Pins-Gesellschaft“ seine Werke im Forum Jacob Pins im Adelshof Heisterman von Ziehlberg. 2003 verlieh ihm die Stadt Höxter die Ehrenbürgerschaft, nachdem er bereits vorher zum Ehrenbürger von Jerusalem ernannt worden war.
Jacob Pins verstarb am 4. Dezember 2005 in Jerusalem.

## Auszeichnungen
- 1957: Ohara-Preis der Biennale für Graphik in Tokio
- 1961: Jerusalem-Preis
- 1994: Ehrenbürger von Jerusalem
- 2003: Ehrenbürger der Stadt Höxter

## Veröffentlichungen
- Jacob Pins Woodcuts. Exhibition catalog, Boston, Boston Public Library, 1953.
- Master woodcuts by Jacob Pins. Oblong octavvo, staples paper covers. Vorwort: Ruth Eis. Katalog der Ausstellung im Mai/Juni 1974 im Judah L. Magnes Museum, Berkeley, California, 1974.
- The Japanese Pillar Print. Hashira-e London Robert G Sawers Publishing, 1982.
- The Pins Collection: Chinese and Japanese paintings and prints. Israel Museum, Israel, 1980.
- The Jacob Pins Collection of Japanese Prints, Paintings and Sculptures. Jerusalem, Israel Museum, 1994.
- Drawings and Oil Paintings 1942–2000. Einleitung: Ziva Amishai-Maisels; Jacob Pins: Beneath the Surface. 2000 (Englisch und Hebräisch).
- Woodcuts, 1942–2000. Vorwort: Meira Perry Lehmann. The Israel Museum, Jerusalem 2000 (Englisch und Hebräisch).

## Monographie
- Christine Longère, Manfred Strecker: Jacob Pins – Künstler, Sammler, Freund.  Jacob-Pins-Gesellschaft Höxter, Höxter 2008, ISBN 978-3-00-023502-3.

## Film
- Jacob Pins. Ein Appell an die Geschichte, Kunst und Architektur. Ein Film von Angelika Mühler. DVD mit Begleitheft, hg. vom LWL-Medienzentrum für Westfalen, Münster 2010.

## Jacob Pins Gesellschaft
2002 wurde in Höxter die „Jacob Pins Gesellschaft – Kunstverein Höxter e. V.“ gegründet. Sie hat sich zur Aufgabe gemacht, den der Geburtsstadt gestifteten künstlerischen Nachlass zu verwalten und der Öffentlichkeit zugänglich zu machen. Im April 2008 wurde deshalb im ehemaligen Adelshof Heisterman von Ziehlberg, einem Beispiel der Weserrenaissance, das Forum Jacob Pins im Adelshof eröffnet, mit dem zugleich an die in der Shoah ermordeten Eltern und die anderen Höxteraner Juden erinnert wird. Die Gesellschaft wurde 2024 mit dem WWKulturpreis der Westfalen Weser Energie ausgezeichnet.